# Seznam čeških pedagogov
Seznam čeških pedagogov.

## K
- Jan Amos Komensky [John Amos Comenius]